# Палм-Сіті (Флорида)
Палм-Сіті (англ. Palm City) — переписна місцевість (CDP) в США, в окрузі Мартін штату Флорида. Населення — 25 883 особи (2020).

## Географія
Палм-Сіті розташований за координатами 27°10′37″ пн. ш. 80°17′7″ зх. д. / 27.17694° пн. ш. 80.28528° зх. д. (27.176890, -80.285237).  За даними Бюро перепису населення США в 2010 році переписна місцевість мала площу 42,84 км², з яких 36,02 км² — суходіл та 6,81 км² — водойми.

## Демографія
Згідно з переписом 2010 року, у переписній місцевості мешкало 23 120 осіб у 9765 домогосподарствах у складі 6981 родини. Густота населення становила 540 осіб/км².  Було 10939 помешкань (255/км²).
Расовий склад населення:
| - 95,4 % — білих - 1,6 % — азіатів - 1,1 % — чорних або афроамериканців - 0,1 % — корінних американців |

До двох чи більше рас належало 1,3 %. Частка іспаномовних становила 5,4 % від усіх жителів.
За віковим діапазоном населення розподілялося таким чином: 20,9 % — особи молодші 18 років, 52,5 % — особи у віці 18—64 років, 26,6 % — особи у віці 65 років та старші. Медіана віку мешканця становила 49,7 року. На 100 осіб жіночої статі у переписній місцевості припадало 89,2 чоловіків;  на 100 жінок у віці від 18 років та старших — 87,2 чоловіків також старших 18 років.
Середній дохід на одне домашнє господарство  становив 98 022 долари США (медіана — 73 400), а середній дохід на одну сім'ю — 117 675 доларів (медіана — 92 440). Медіана доходів становила 72 861 долар для чоловіків та 40 444 долари для жінок. За межею бідності перебувало 4,1 % осіб, у тому числі 4,8 % дітей у віці до 18 років та 5,3 % осіб у віці 65 років та старших.
Цивільне працевлаштоване населення становило 9854 особи. Основні галузі зайнятості: освіта, охорона здоров'я та соціальна допомога — 28,8 %, науковці, спеціалісти, менеджери — 12,5 %, роздрібна торгівля — 8,8 %, фінанси, страхування та нерухомість — 8,4 %.